# Guardie ecologiche volontarie

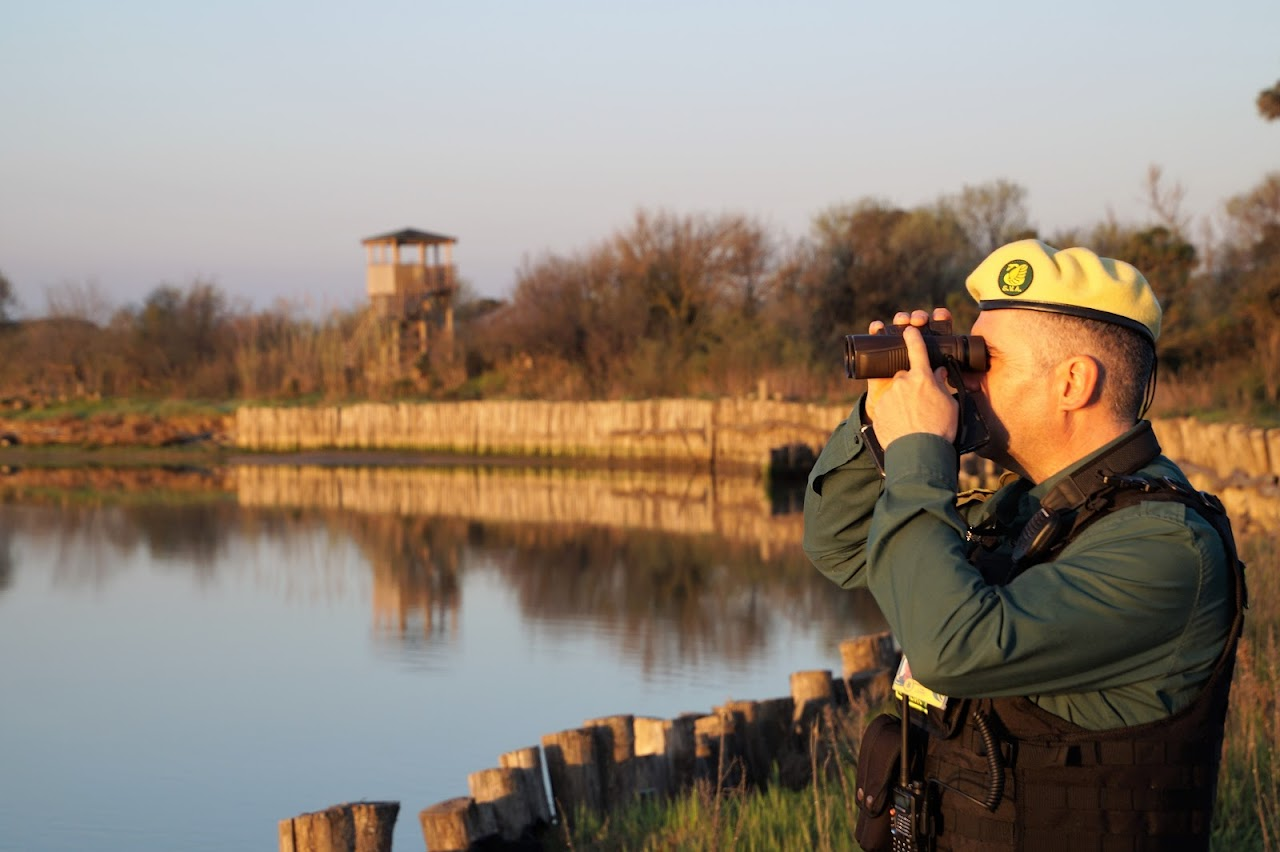
Guardia ecologica volontaria durante un servizio di vigilanza

Le guardie ecologiche volontarie (GEV), in Italia, sono delle figure che svolgono funzioni di vigilanza ambientale e di tutela del territorio. Operano nelle regioni e nelle province italiane, ed in molte delle prime rientrano nell'apparato della protezione civile.

## Evoluzione giuridica
La prima norma a menzionare tali soggetti fu una legge regionale dell Lombardia, in particolare la legge 29 dicembre 1980 n. 105, subito dopo il piemonte con la legge 2 novembre del 1982 n. 32. All'inizio degli anni 2000 sono state presentate alcune proposte di legge per normare la figura a livello nazionale in modo uniforme, come ad esempio nel 2001 e nel 2003 ma nessuna di esse è mai stata approvata.

## Caratteri generali
In assenza di normativa statale al riguardo, la materia è perlopiù disciplinata dalle regioni italiane che definiscono i requisiti e compiti delle guardie; tali soggetti generalmente operano presso una associazione di volontariato accreditata presso la regione di appartenenza, hanno funzioni di polizia amministrativa, esercitando i relativi atti di accertamento. in virtù di ciò, quando sono in servizio sono da ritenersi pubblici ufficiali.
Pur prevedendo le medesime funzioni, le modalità organizzative regionali del servizio di vigilanza ecologica presentano spesso notevoli differenze. Ad esempio le GEV della Regione Emilia-Romagna sono organizzate in associazioni provinciali convenzionate con gli enti pubblici mentre nella regione Lombardia e Piemonte le GEV sono coordinate direttamente dalle amministrazioni locali ed inquadrate in raggruppamenti integrati nei parchi regionali, comunità montane, province e comuni capoluogo di provincia. La Regione Toscana adotta una formula mista e le rimanenti regioni possiedono una organizzazione più simile alla Lombardia e Piemonte.

## Requisiti per nomina
Per diventare guardie ecologiche volontarie bisogna essere maggiorenni, cittadini italiani o cittadini di uno Stato membro dell'Unione europea, e nello specifico possedere i requisiti richiesti per ottenere il decreto rilasciato dall'ente territoriale di operatività. È necessario seguire un corso di formazione - di durata variabile - e superare un esame abilitante.
Il servizio non è retribuito e non dà luogo ad un rapporto di lavoro con l'ente pubblico gestore. È generalmente previsto l'obbligo di prestare un minimo di ore di servizio mensile, che può variare da regione a regione in quanto non esiste una regolamentazione univoca.

## Enti in cui è attivo il servizio
Le regioni italiane che hanno attivato il servizio di vigilanza ecologica sono le seguenti:
- Abruzzo (l.r. 27/1995)
- Basilicata (l.r. 21/2000)
- Calabria (l.r. 19/2007)
- Campania (l.r. 10/2005 con la denominazione GAV, guardie ambientali volontarie)
- Emilia-Romagna (l.r. 23/1989)
- Liguria (l.r. 30/1990)
- Lombardia (l.r. 105/1980)
- Marche (l.r. 29/1992 e r.r. 1/2010)
- Molise (l.r. 23/2006 con la denominazione GAV, guardie ambientali volontarie)
- Piemonte (l.r. 32/1982 e r.r. 5/1983)
- Puglia (l.r. 10/2003 e r.r. 4/2006)
- Toscana (l.r. 7/1998 con la denominazione GAV, guardie ambientali volontarie)
- Umbria (l.r. 4/1994)

### Piemonte
Le GEV in Piemonte sono state istituite dalla Legge regionale 2 novembre 1982, n. 32 - Norme per la conservazione del patrimonio naturale e dell'assetto ambientale. La GEV è una guardia giurata su nomina del Prefetto per la vigilanza e custodia dei beni ambientali e giuridicamente riveste la funzione di
pubblico ufficiale ai sensi dell’art. 357 c.p., esercitando una pubblica funzione. È quindi chiamata a diffondere i principi di tutela ambientale e a far rispettare la L.R. 32/1982 e le altre leggi e regolamenti che prevedono espressamente il concorso delle G.E.V. nella vigilanza o nell'attività di accertamento per le violazioni amministrative relative alla materia ambientale (Abbandono e combustione rifiuti, Accensione di fuochi ed abbruciamenti, Percorsi fuoristrada e parcheggi in prati e aree agricole, Tutela della flora spontanea e della cotica erbosa superficiale, Raccolta dei prodotti del sottobosco, funghi e tartufi, Tutela di alcune specie di fauna minore formica rufa, gamberi, anfibi e chiocciole), fatto salvo l’obbligo di segnalare all'Autorità giudiziaria eventuali reati (anche non riguardanti strettamente la vigilanza in materia ambientale) dei quali venga a conoscenza.
Sono presenti ad Alessandria, Asti, Biella, Cuneo, Novara, Verbano Cusio Ossola e nella Città Metropolitana di Torino.
Normativa di competenza delle GEV del piemonte nell'ambito territoriale di competenza (Province o Città metropolitana):
- Legge regionale 2 novembre 1982, n. 32 "Norme per la conservazione del patrimonio naturale e dell'assetto ambientale";
- Regolamento per la disciplina dell'attività' delle guardie ecologiche volontarie D.C.R. 7/12/1982 n.611-10668 modif. con D.C.R. 6/3/1995 n.980-4082;
- Legge 24 novembre 1981, n. 689: "Modifiche al sistema penale";
- D.Lgs. 3/4/2006, n. 152 relativo ai rifiuti;
- Circolazione Motorizzata Fuoristrada art.11 della L.R. 32/1982 in relazione alla Legge Regionale n.16 del 29 luglio 2016;
- Tutela della flora e della fauna, Titolo III della L.R. 32/1982;
- Legge 23 agosto 1993, n. 352 "Norme quadro in materia di raccolta e commercializzazione dei funghi epigei freschi e conservati";
- Legge Regionale 24/2007 “Regolamento concernente la disciplina della raccolta e della commercializzazione dei funghi epigei freschi e conservati”;
- Legge 16 dicembre 1985, n. 752 "Normativa quadro in materia di raccolta, coltivazione e commercio dei tartufi freschi o conservati destinati al consumo";
- Legge Regionale 16/2008 "tartufi";
- Regio Decreto 26/5/1932 n.772 "piante officinali spontanee" regolata dalla Legge 6/1/1951 n.99;
- Legge regionale 29 giugno 2009, n. 19. "Testo unico sulla tutela delle aree naturali e della biodiversità";
- Legge regionale n. 21 del 19 novembre 2013 "Norme di attuazione della legge 21 novembre 2000, n. 353 (Legge quadro in materia di incendi boschivi)";
- Legge Regionale 45/89 "vigilanza sui terreni sottoposti a vincoli idrogeologici";
- Legge regionale n. 51 del 4 aprile 1995 "Disciplina per la ricerca e la raccolta di minerali a scopo collezionistico, didattico e scientifico";
- Legge Regionale 37/2006 "vigilanza sull'osservanza delle norme inerenti l’esercizio della pesca in Piemonte e l’accertamento delle relative violazioni, previa frequenza di appositi corsi";
- Regolamento regionale n. 1/R del 10 gennaio 2012 " norme di coordinamento in materia di pesca";
- vigilanza venatoria previo superamento di un corso di preparazione e di aggiornamento sulla normativa regionale in materia, ai sensi dell’art. 27 della L. 157/92;
- Legge regionale 19 giugno 2018, n. 5 "Tutela della fauna e gestione faunistico - venatoria";
- Dopo appositi corsi l'abilitazione di protezione civile.

Nella Città Metropolitana di Torino sono pubblici ufficiali con funzioni di polizia amministrativa e polizia giudiziaria, definite dalle leggi di competenza e dalle specializzazioni. 
Sono suddivisi in gruppi specializzati di Vigilanza Ecologica, Vigilanza Ittica, Vigilanza Venatoria, Vigilanza Zoofila, Protezione Civile e Attività Didattica.
Dispongono di una Sala Operativa dove si possono segnalare illeciti in materia Ambientale, Ittico-Venatoria, Zoofila, chiedere interventi per animali selvatici feriti, e informazioni al Numero Verde 800 167761

### Lombardia
In Lombardia le GEV attualmente in servizio sono circa 2.061 (al 15 gennaio 2020), delle quali 246 sono guardie ecologiche onorarie e 52 hanno un'età compresa tra gli 80 e 85 anni. Nella sola città di Milano le GEV in servizio sono: al 5 maggio 2017, 188, 143 uomini e 45 donne; al 10 Giugno 2021, 179; al 21 Aprile 2022, 221 di cui il 21% donne; al 22 maggio 2024, 193 di cui 23% donne, 147 uomini e 46 donne. Le GEV in Lombardia prestano servizio in 62 enti organizzativi, suddivisi in 18 parchi regionali, 21 comunità montane, 9 province, 1 Città metropolitana (Milano), 7 comuni capoluoghi di provincia e 6 raggruppamenti di Comuni. Le GEV operano in un territorio di ben 24 parchi regionali, 66 riserve naturali regionali con 33 monumenti naturali, 242 siti Natura 2000, 105 parchi locali di interesse sovracomunale e la cui gestione è affidata a 85 soggetti diversi, 3 riserve naturali statali, 193 siti di importanza comunitaria e 67 zone di protezione speciale. Dall'entrata in vigore della legge alla fine del 2010 hanno seguito i corsi in quasi quindicimila persone, la commissione regionale ha esaminato 8.000 candidati, di cui ne ha dichiarati idonei circa 6.300. Il servizio volontario di vigilanza ecologica è stato istituito dalla legge regionale n° 105 del 29 dicembre 1980, quando la questione ambientale stava prendendo forma.
La normativa oggetto del lavoro delle guardie ecologiche volontarie in Lombardia è la seguente:
- L.R. 28/2/2005, n. 9 "Nuova disciplina del servizio volontario di vigilanza ecologica";
- D.p.g.r. 21/4/2009, n. 3832 "Individuazione degli ambiti normativi di competenza delle guardie ecologiche volontarie";
- L.R. 30/11/1983, n. 86: "Piano generale delle aree protette regionali. Norme per l'istituzione e la gestione delle riserve, dei parchi e dei monumenti naturali nonché delle aree di particolare rilevanza naturale e ambientale" (B.U. 2/12/1983, n. 48 2° S.O.);
- L.R. 31/3/2008, n. 10: "Tutela della fauna minore e della flora spontanea";
- L.R. 10/1/1989, n. 2: "Disciplina della ricerca e raccolta di minerali da collezione" (B.U. 11/1/1989, n. 2 2° S.O.);
- L.R. 8/8/1998, n. 14: "Nuove norme per la disciplina della coltivazione di sostanze minerali di cava" (B.U. 11/8/1998, n. 32 S.O.);
- L.R. 5/12/2008, n. 31 "Testo Unico delle leggi regionali in materia di agricoltura, foreste, pesca e sviluppo rurale" per la disciplina della raccolta, coltivazione e commercializzazione di funghi epigei freschi e conservati (capo I del Titolo VIII), raccolta, coltivazione e commercializzazione dei tartufi freschi e conservati (capo II del Titolo VIII), la denuncia informatizzata di taglio colturale del bosco, norme forestali regionali, tutela e valorizzazione delle superfici del paesaggio e dell'economia forestale (Titolo IV) (B.U. 10/12/2008 1° S.O.);
- Art. 11, L.R. 24/3/2004, n. 5 "settore apistico";
- Regolamento Regionale 24/3/2006 n. 3 "Disciplina dell'uso delle acque superficiali e sotterranee, dell'utilizzo delle acque a uso domestico, del risparmio idrico e del riutilizzo dell'acqua" (abrogato e sostituito dal nuovo regolamento regionale n. 6 del 29 marzo 2019, artt. 4, 5, 6, 7 e 8, "Disciplina e regimi amministrativi degli scarichi di acque reflue domestiche e di acque reflue urbane, disciplina dei controlli degli scarichi e delle modalità di approvazione dei progetti degli impianti di trattamento delle acque reflue urbane") in attuazione dell'art. 52, comma 1, lett. a) e f bis), e 3, nonché dell'articolo 55, comma 20, della L.R. 12/12/2003, n. 26, così come sanzionato dall’art. 133 comma 2º, del d.lgs. 3 aprile 2006, n. 152 (scarichi delle acque reflue domestiche e di reti fognarie, corpi idrici) (B.U. 28/3/2006 1° S.O.);
- L.R. 12/12/2003, n. 26: "Disciplina dei servizi locali di interesse economico generale. Norme in materia di gestione dei rifiuti d energia, di utilizzo del sottosuolo e di risorse idriche" (B.U. 16/12/2003, n. 51 1° S.O.);
- R.D. 25/7/1904, n. 523 (Demanio Idrico);
- R.D. 9/12/1937, n. 2669 (Demanio Idrico);
- L.R. 29/6/2009, n. 10 "Disposizioni in materia di ambiente e servizi di interesse economico generale - Collegato ordinamentale";
- L.R. 15/3/2016, n. 4 "Revisione della normativa regionale in materia di difesa del suolo, di prevenzione e mitigazione del rischio idrogeologico e di gestione dei corsi d'acqua";
- Art. 192, D.Lgs. 3/4/2006, n. 152, relativo ai rifiuti, rifiuti pericolosi, imballaggi e rifiuti da imballaggio;
- Legge 24/11/1981, n. 689: "Modifiche al sistema penale";
- L.R. 5/12/1983, n. 90: "Norme di attuazione della legge 24-11-1981, n. 689 concernente modifiche al sistema penale" (B.U. 9/12/1983, n. 49 1° S.O.);
- L.R. 1/2/2012, n. 1 "Riordino normativo in materia di procedimento amministrativo";
- L.R. 14/11/2008, n. 28: "Promozione e valorizzazione del patrimonio storico della Prima Guerra Mondiale in Lombardia";
- L.R. 10/11/2015, n. 38 "modifiche ed integrazioni delle L.R. 31/2008, 12/2005, 86/1983 e 24/2006";
- L.R. 17/11/2016, n. 28 "Riorganizzazione del sistema lombardo di gestione e tutela delle aree regionali protette e delle altre forme di tutela presenti sul territorio"
- Regolamenti locali ambientali;
- Collaborazione con ARPA, polizia locale, polizia idraulica, polizia forestale, protezione civile;
- Dopo specifici corsi in materia di controllo sull'attività venatoria e/o piscatoria possono essere affidati anche i relativi poteri di accertamento, previa intesa con le Province competenti.

Le GEV in Lombardia collaborano con le autorità competenti per le operazioni di pronto intervento e di soccorso in caso di emergenza o di disastri di carattere ecologico.

### Emilia-Romagna
Le guardie giurate ecologiche volontarie della Regione Emilia-Romagna (LR 23/1989) sono cittadini che hanno frequentato appositi corsi di formazione. Superato l'esame diventano guardie particolari giurate ed hanno il compito di verificare che le leggi poste a tutela dell'ambiente vengano rispettate. Possono redigere verbali di accertata violazione sulla base dei quali viene erogata dagli organi competenti una sanzione amministrativa. Hanno l'obbligo di informare l'autorità giudiziaria di ogni fatto di rilevanza penale. Promuovono inoltre informazione ambientale ed aiutano gli organi competenti nella protezione civile.
La L.R. 23/1989 istitutiva del servizio prevede, per le GEV, poteri di accertamento in materia di:
- salvaguardia della flora spontanea e rara, disciplina della raccolta dei prodotti del bosco e del sottobosco;
- disciplina e regolamenti dei parchi regionali e delle riserve naturali;
- disciplina degli scarichi nelle fognature e nei corsi d'acqua superficiali;
- disciplina per lo smaltimento dei rifiuti;
- vincolo idrogeologico;
- prescrizioni di Polizia forestale;
- applicazione dei regolamenti comunali e delle ordinanze sindacali finalizzate alla tutela dell'ambiente;
- norme per la tutela della fauna e l'esercizio dell'attività venatoria e piscatoria (per le guardie che hanno acquisito la nomina a ittiche venatorie).

In Emilia-Romagna sono costituite in raggruppamenti provinciali coordinati a livello regionale dalla FEDERGEV Emilia-Romagna o dal Servizio di Vigilanza Ambientale (SVA) di Legambiente.

### Puglia
In Puglia le GEV sono state istituite con legge regionale della Puglia n. 10 del 28-7-2003. Successivamente è stato emanato il Regolamento n. 4 del 30-3-2006 (regolamento organizzativo del servizio volontario di vigilanza ecologica).
La selezione delle GEV e il loro servizio è svolto sotto il coordinamento organizzativo delle Provincie. Con delibera di Consiglio n. 55/2013, la Provincia di Lecce ha regolato nel dettaglio l'organizzazione del servizio GEV, predisponendo uno schema di convenzione tra Provincia e associazioni di GEV e dividendo il territorio provinciale in macroaree, ai fini di un capillare controllo ambientale.